# Iridopsis schistacea
Iridopsis schistacea là một loài bướm đêm trong họ Geometridae.